# Siojo
Siojo is een bestuurslaag in het regentschap Padang Lawas van de provincie Noord-Sumatra, Indonesië. Siojo telt 755 inwoners (volkstelling 2010).